# Ex-Girlfriend
Ex-Girlfriend is een single van de Amerikaanse band No Doubt uit 2000. Het stond in hetzelfde jaar als eerste track op het album Return of Saturn, waar het de tweede single van was, na New.

## Achtergrond
Ex-Girlfriend is geschreven door Gwen Stefani, Tom Dumont en Tony Kanal en geproduceerd door Glen Ballard. Het is een nummer uit het genre alternatieve rock dat gaat over een mislukte relatie, waarvan de zangeres van tevoren al het gevoel had dat het zou mislukken. Het lied gaat hoogstwaarschijnlijk over de relatie van Gwen Stefani met Gavin Rossdale, de zanger van Bush.

## Hitnoteringen
Het lied behaalde over de hele wereld successen in hitlijsten. De hoogste positie die werd behaald was de negende plaats in zowel Spanje als Australië. Er waren geen andere top tien noteringen. In Nieuw-Zeeland kwam het tot de elfde positie, en was het ook elf weken in hun hitlijst te vinden. In Nederland reikte het tot de 15e positie van de Top 40 en was de 35e plek de hoogste positie in de Mega Top 100. Er was weinig succes in België; alleen in de tiplijst van de Vlaamse Ultratop was er een notering, de vijftiende plek.